# Jason Lezak
Jason Edward Lezak (Bellflower, California, 12 de noviembre de 1975) es un nadador estadounidense especialista en las modalidades 50 y 100 metros estilo libre. Lezak obtuvo el récord mundial en los relevos 4 × 100 metros libre y combinado, al igual que el récord estadounidense de los 400 metros en aguas cortas y relevo.

## Trayectoria
Es miembro del Rose Bowl Aquatics Swim Club. El entrenador principal, Jeff Julian, es su amigo desde su niñez. Anteriormente nadaba para Irvine Novaquatics, después se graduó de la Preparatoria Irvine en 1994, y después de la Universidad de California, Santa Bárbara en 1999. Mide 193 cm (6 pies y 4 pulgadas) y pesa 93 kg (205 libras).

### Juegos Olímpicos de Atenas 2004
| Evento                            | Resultados                     | Tiempo  |
| --------------------------------- | ------------------------------ | ------- |
| 4 × 100 m estilo libre de relevos | Medalla de bronce              | 3:14.62 |
| 4 × 100 m relevos                 | Medalla de oro, Récord mundial | 3:30.68 |

### 2005
En el 2005 fue campeón mundial en los relevos 4×100 metros libre y 4 × 100 metros estilos en el equipo de natación de los Estados Unidos.

### Juegos Olímpicos de Pekín 2008
| Fecha (en Pekín) | Evento                 | Resultados                     | Tiempo  |
| ---------------- | ---------------------- | ------------------------------ | ------- |
| 11 de agosto     | 4 × 100 m estilo libre | Medalla de oro, Récord mundial | 3:08,24 |
| 14 de agosto     | 100 m estilo libre     | Medalla de bronce              | 47,67   |
| 17 de agosto     | 4 × 100 m estilos      | Medalla de oro, Récord mundial | 3:29,34 |

En los Juegos Olímpicos de Pekín 2008, Lezak fue el nadador más viejo del equipo masculino de natación de los Estados Unidos. Participó en los 4×100 metros estilo libre de relevo en el cual ganó una medalla de oro para su equipo y obtuvo el récord mundial. En los 25 metros finales de la competencia, Lezak le ganó a Alain Bernard del equipo francés (portador del récord mundial en los 100 metros estilo libre) a pesar de que Bernard le llevaba una ventaja de un cuerpo a Lezak. Lezak ganó con 46,06 segundos, la mejor marca de 100 metros en la historia de natación olímpica.  
Además Lezak quedó empatado en el tercer lugar de los 100 metros estilo libre al hacerlo en 47,67 segundos, ganando la medalla de bronce.

## Mejores marcas
- 50 m estilo libre: 21,98 segundos.
- 100 m estilo libre: 47,58 segundos (antiguo récord estadounidense).
- 100 m estilo libre relevo: 46,06 segundos (relevo más rápido en la historia, aunque la FINA no reconoce récord mundiales en relevos).